# Nanni Galli
Giovanni Giuseppe Gilberto Galli conhecido como Nanni Galli (2 de outubro de 1940 – 12 de outubro de 2019) foi um ex-automobilista italiano de Fórmula 1.
Galli venceu a corrida do Circuito de Mugello em 1968 e terminou em 2º lugar na corrida de Targa Florio. Disputando a 24 Horas de Le Mans de 1968 chegou à 4ª colocação em um Alfa Romeo T33/2. No ano seguinte, em Le Mans, o piloto alcançou a 7º lugar correndo pela equipe Matra Sports. Já em 1970, também com o Alfa Romeo T33/3, o italiano não conseguiu completar a prova.
Rapidamente alcançou um posto na Formula 1 ainda em 1970 iniciando sua participação no Grande Prêmio da Itália com a McLaren-Alfa Romeo e, tendo uma porção de companheiros de equipe nos anos seguintes, terminou em 3º colocado na corrida não oficial da Itália em 1972 pela pequena equipe Tecno Team. 
O maior destaque que obteve foi na oportunidade em que pode pilotar pela Ferrari, foi no Grande Prêmio da França de 1972, disputado no Circuito de Charade, ocasião em que terminou na modesta 13ª colocação. Após participar de apenas 5 corridas pela Frank Williams Racing Cars no ano seguinte, o italiano anunciou sua aposentadoria da maior modalidade de automobilismo do mundo em 1973.
Galli participou de 20 provas oficiais de Grand Prix em toda sua carreira, não conquistando nenhum ponto ao longo desta.